# Actia lamia
Actia lamia es una especie de mosca del género Actia, de la familia Tachinidae, orden Diptera. Fue descrita por Meigen en 1838.
Cuenta con una longitud corporal de 2,5-5 mm. Se distribuye por Europa: Reino Unido, Finlandia, Noruega, Suecia, Alemania, Austria, Dinamarca, Francia y Países Bajos.